# Tom Clancy’s ShadowBreak
Tom Clancy’s ShadowBreak (с англ. — «РазрывТени») — игра во франшизе Tom Clancy’s, тактический шутер от первого лица, разрабатывавшийся на студии Ubisoft Halifax и выпущенный компанией Ubisoft. Игрок возглавляет отряд ShadowBreak в качестве элитного снайпера и сражается с другими игроками в режиме реального времени PvP с другими снайперами.

## Сюжет
Вы тактически командующий отрядом ShadowBreak, состоящим из военных специалистов со всего мира и обученным быть в неортодоксальной войне и борьбе с повстанцами.